# Baryphthengus martii
Baryphthengus martii е вид птица от семейство Momotidae.

## Разпространение
Видът е разпространен в Боливия, Бразилия, Еквадор, Колумбия, Коста Рика, Никарагуа, Панама, Перу и Хондурас.